# Montsoué
Montsoué ist eine französische Gemeinde mit 561 Einwohnern (Stand 1. Januar 2022) im Département Landes in der Region Nouvelle-Aquitaine (vor 2016: Aquitanien). Die Gemeinde gehört zum Arrondissement Mont-de-Marsan und zum Kanton Chalosse Tursan.
Die Einwohner werden Souémontains und Souémontaines genannt.

## Geographie
Montsoué liegt ca. 20 km südlich von Mont-de-Marsan im Landstrich Tursan der historischen Provinz Gascogne am südlichen Rand des Départements.
Umgeben wird Montsoué von den Nachbargemeinden:
| Saint-Sever   |                                             | Montgaillard  |
| Eyres-Moncube | Kompassrose, die auf Nachbargemeinden zeigt | Fargues       |
|               | Sarraziet                                   | Vielle-Tursan |

Montsoué liegt im Einzugsgebiet des Flusses Adour.
Der Bahus, ein Nebenfluss des Adour, markiert die nordwestliche Grenze zu den Nachbargemeinden Montgaillard und Fargues. Der Ruisseau de Pichegarie, auch Ruisseau de la Màa genannt, ist ein Zufluss des Gabas und entspringt auf dem Gebiet der Gemeinde.
Die Gemeinde bestätigte 2017 die Auszeichnung „Zwei Blumen“, die vom Conseil national des villes et villages fleuris (CNVVF) im Rahmen des jährlichen Wettbewerbs der blumengeschmückten Städte und Ortschaften verliehen wird.

## Geschichte
Die Gemeinde entstand am 4. März 1875 durch die Abtrennung der Ortsteile Boulin und Bahus Jusanx von der Nachbargemeinde Montgaillard. Am 19. November 1904 kam der Ortsteil Lanneplan von der Nachbargemeinde Saint-Sever hinzu.
Werkstätten zur Herstellung von Werksteinen erstreckten sich vom heutigen Eyres-Moncube bis nach Montgaillard und belegen die Besiedelung des Landstrichs in der Urgeschichte. Spuren mehreren Epochen, insbesondere aus dem Magdalénien, wurden auf dem Gebiet von Montsoué gefunden und werden heute im Museum in Mont-de-Marsan ausgestellt. Im Mittelalter gehörte Montsoué zur mächtigen Seigneurie von Montgaillard, die sich bis Larrivière und Fargues erstreckte. Das Dorf blieb von den Hugenottenkriegen nicht verschont, in deren Rahmen die Kirche von Boulin im Jahre 1569 von protestantischen Truppen geplündert wurde.

### Einwohnerentwicklung
Mit der Gründung der Gemeinde erreichte ihre Größe gleichzeitig einen ersten Höchststand von rund 750. In der Folgezeit sank die Zahl der Einwohner bis zur Eingliederung des Ortsteils Lanneplan, bei der der gleiche Höchststand noch einmal erreicht wurde. Von da an sank die Größe der Gemeinde bei kurzen Erholungsphasen erneut bis zu den 1980er Jahren auf rund 460 Einwohner, bevor eine moderate Wachstumsphase einsetzte, die bis heute andauert.
| Jahr      | 1962 | 1968 | 1975 | 1982 | 1990 | 1999 | 2006 | 2010 | 2022 |
| --------- | ---- | ---- | ---- | ---- | ---- | ---- | ---- | ---- | ---- |
| Einwohner | 576  | 542  | 465  | 458  | 538  | 558  | 568  | 574  | 561  |

## Sehenswürdigkeiten

### PfarrkircheSaint-Laurentim Ortsteil Boulin

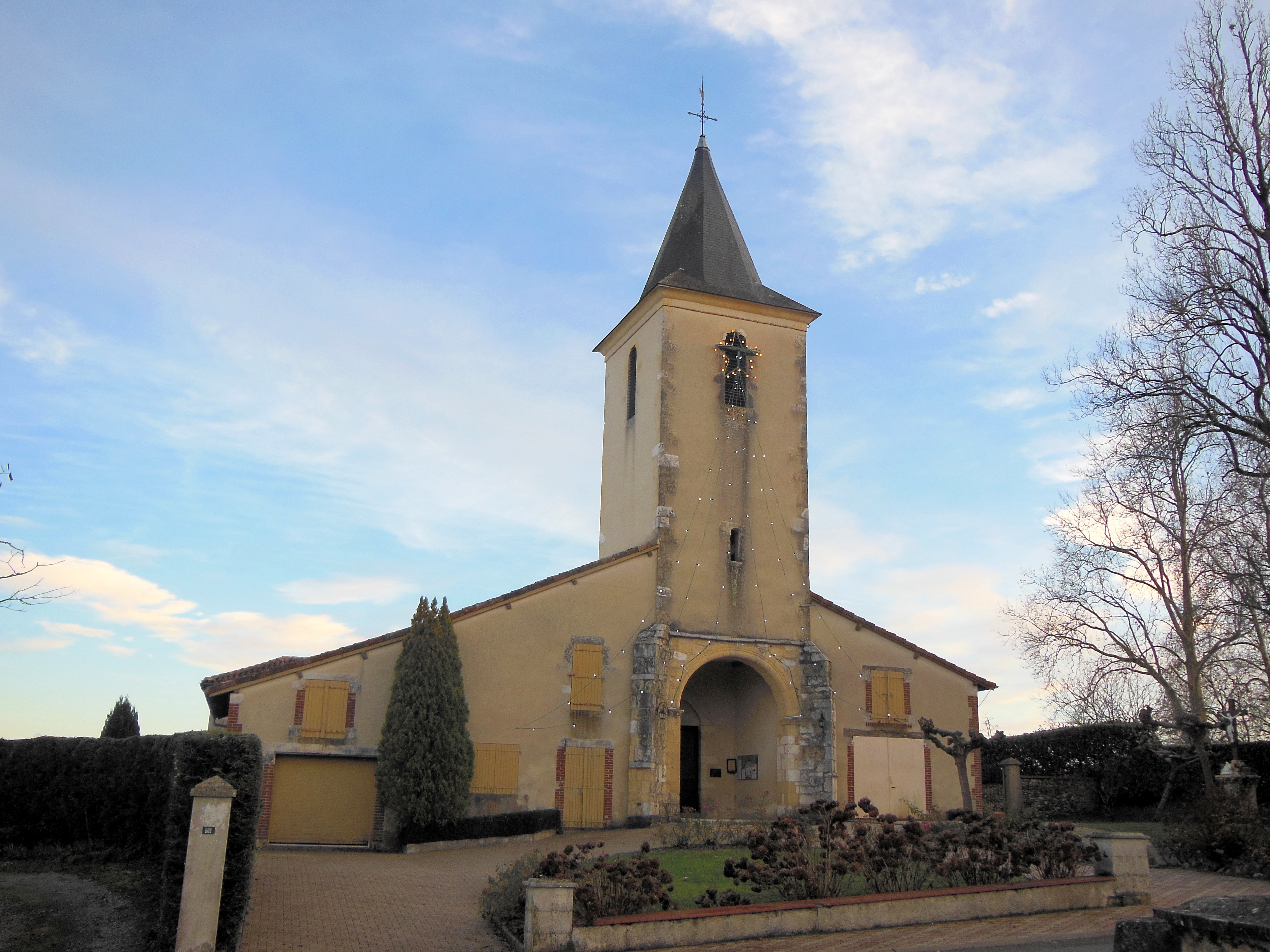
Pfarrkirche Saint-Laurent

Die neuromanische Kirche besitzt mehrere Kirchenschiffe, die auf eine halbrunde Apsis zulaufen. Diese ist mit einer Apsiskalotte gewölbt und wird von einer Apsidiole flankiert. Der rundbogenförmige Eingang der Kirche wird von einem viereckigen Glockenturm überragt, dessen Helm mit Schiefer gedeckt ist.

### Pfarrkirche im Ortsteil Bahus-Juzanx

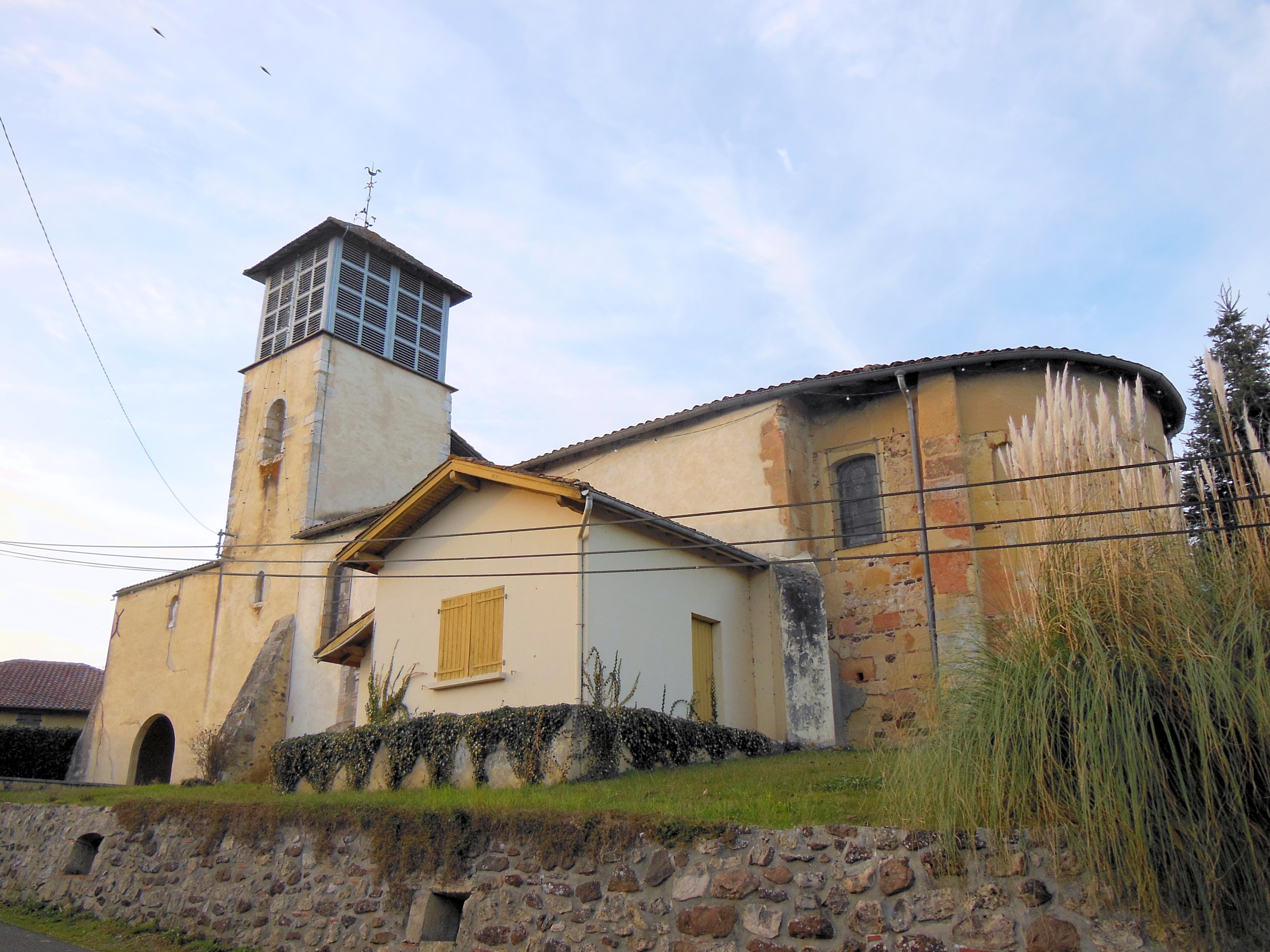
Pfarrkirche im Ortsteil Bahus-Juzanx

Die Ursprünge der romanischen Kirche geht bis in das 10. Jahrhundert zurück. Die unterschiedlichen Mauerwerksverbände der Apsis (Werkstein) und des westlichen Teils des Gebäudes (Bruchstein) lassen auf verschiedene Bauphasen schließen. Im 20. Jahrhundert wurde die Kirche umfänglich umgearbeitet. Die Apsis ist mit einer Apsiskalotte gewölbt und wird von einer kleinen Sakristei flankiert. Die westliche Gebäudeseite wird von einem Turm mit rundbogenförmigen Öffnungen dominiert, der von einem Glockenturm aus Metall bekrönt ist. Die Kirche birgt im Inneren u. a. ein Altarretabel aus dem 18. Jahrhundert mit einem Tabernakel und Statuen der Heiligen Maria Magdalena, Antonius und Hieronymus, dieser mit einem Kelch und einem Stein. Außerdem befindet sich ein bemerkenswerter Seitenaltar mit seinem Retabel aus dem ausgehenden 18. Jahrhundert in der Kirche, der der Jungfrau Maria geweiht ist. Mosaiken aus gallorömischer Zeit, die rund um die Kirche gefunden worden waren, werden im Kircheninneren aufbewahrt.

### Weitere Sakralbauten
- Kapelle Pouy de Montsoué, errichtet im 19. Jahrhundert und der Jungfrau Maria geweiht[10]
- Kapelle von Pesquit
- Kapelle von Jeanbalé

## Wirtschaft und Infrastruktur
Die Landwirtschaft ist der wichtigste Wirtschaftsfaktor der Gemeinde.
Montsoué liegt in der Zone AOC des Weinbaugebiets Tursan.

### Bildung
Die Gemeinde verfügt über eine öffentliche Vor- und Grundschule mit 44 Schülerinnen und Schülern im Schuljahr 2018/2019.

### Verkehr
Montsoué wird durchquert von den Routes départementales 25 und 52.

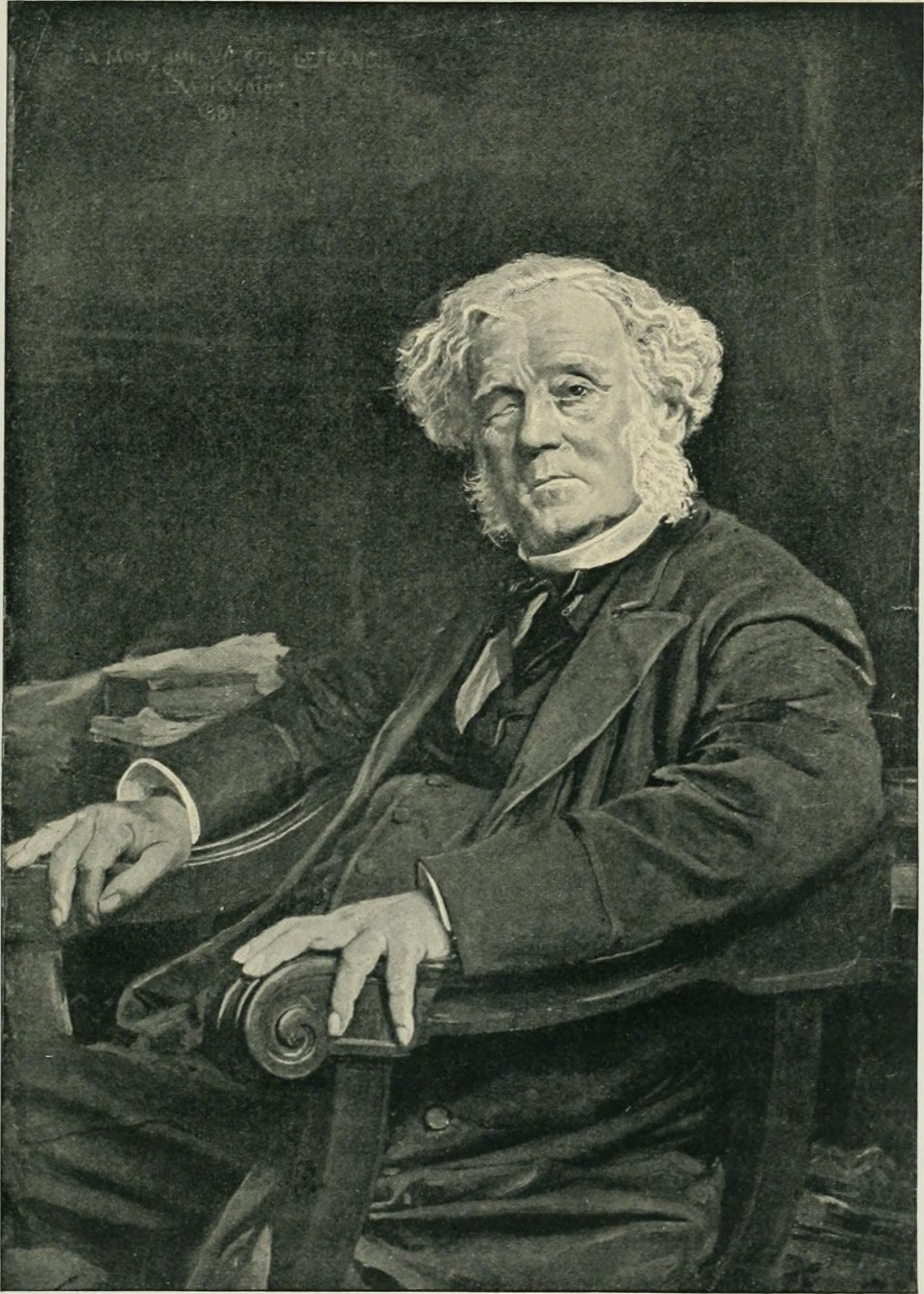
Victor Lefranc 1881

## Persönlichkeiten
Victor Lefranc, geboren am 3. Februar 1809 in Garlin, gestorben am 12. September 1883 in Montsoué, war französischer Anwalt und Politiker. Er zählte zu den politischen Gegnern von Louis-Philippe I. und Napoleon III. und erlangte die Höhepunkte seiner Karriere erst in der Dritten Französischen Republik mit der Bekleidung zweier Ministerämter.